# Osage

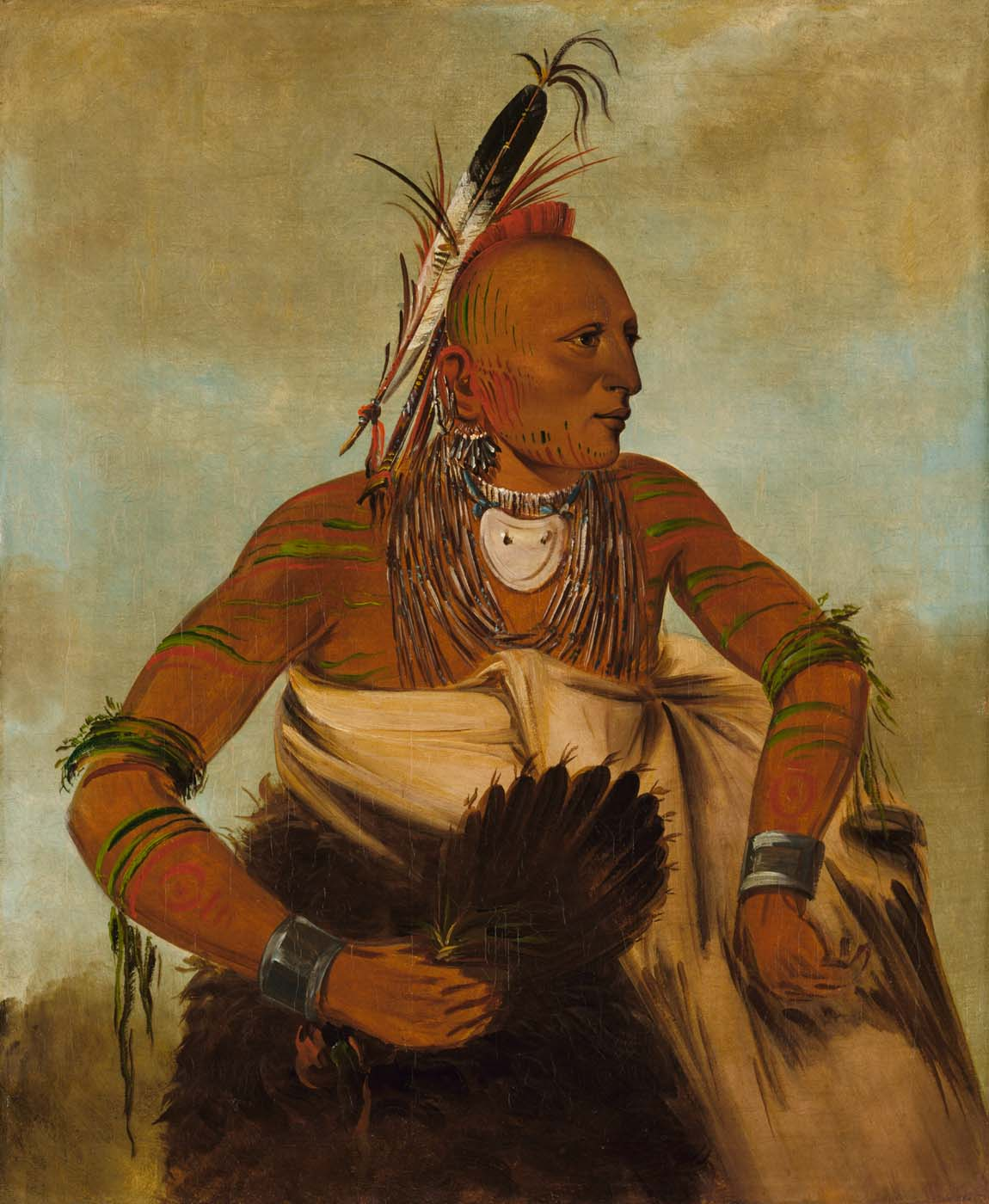
Guerreiro osage, pintado por George Catlin (1834)

O povo osage é um povo indígena que habita, hoje, os Estados Unidos. Também são conhecidos como NiuKonska ou Ni-U-Kon-Ska, que significa "filhos das águas médias". O atual nome do povo na língua osage é wazházhe, que foi incorporada ao francês como ouazhigi, passando para o inglês, e daí para demais línguas como osage.

## História
Segundo sua tradição, os osages eram participantes da cultura do estado do Mississipi, cujos membros habitaram as regiões centrais e nordeste da América do Norte durante vários séculos antes da chegada dos colonizadores. Viviam em vilarejos fixos à beira dos rios Missouri e Osage, mas erguiam acampamentos de caça nas Grandes Planícies. Complementavam sua alimentação, baseada em carne de búfalo e cervídeos, plantando milho e abóbora.
Durante a colonização europeia, os osages ficaram conhecidos como um povo hábil na guerra. Obtiveram armas de fogo desde épocas mais remotas da colonização, e controlavam a estratégica região entre o Oeste estadunidense, onde vivia a maior parte dos povos indígenas, e o crescente Leste colonizado. Desse modo, os osages controlaram as relações comerciais entre colonizadores e indígenas até o século XIX.
De 1809 a 1870, vários acordos foram assinados entre a Nação de Osage e os Estados Unidos da América. Ao final desses acordos, os osages haviam aberto mão de mais de 40 mil quilômetros de território. Em 1872, a nação migrou para as áreas de Pawhuska, Hominy e Gray Horse, consideradas as regiões de origem da tribo. Foram a única nação indígena a comprar sua própria reserva. Em 1894, grandes reservas de petróleo foram descobertas nessas terras.

### Descoberta de petróleo e assassinatos
Na década de 1920 a descoberta e a exploração de petróleo em suas terras no estado de Oklahoma transformou a nação Osage em uma das comunidades mais abastadas do mundo. Avaliada em mais de US$ 30 milhões anuais, a fortuna derivada do petróleo equivaleria a mais de US$ 400 milhões em estimativa com correção monetária para 2023. Essa prosperidade, no entanto, tornou-se um chamariz para golpistas e criminosos, desencadeando uma onda de assassinatos que ficaria conhecida como o "Reinado do Terror". Entre 1921 e 1925, estima-se que pelo menos 60 pessoas, entre membros da tribo e investigadores, foram vítimas de assassinato ou desapareceram. Os assassinatos em série de indivíduos da população Osage tornou-se o primeiro grande caso de homicídios da agência que evoluiria para o FBI, marcando um ponto crucial na história da justiça norte-americana.
As investigações dos assassinatos pelo BOI (Bureau of Investigation) enfrentaram diversos obstáculos, incluindo a resistência local e pistas falsas plantadas pelos culpados. No entanto, através da ação de agentes disfarçados, liderados por Tom White, a série de crimes começou a ser desvendada. As suspeitas recaíram sobre William Hale, um pecuarista branco poderoso na região, e seus associados, incluindo Ernest Burkhart, marido de Mollie Burkhart, a última sobrevivente de sua família.
As investigações revelaram um esquema complexo de assassinatos planejados para herdar direitos de petróleo. Hale, Burkhart e outros foram detidos em 1926, e os julgamentos que se seguiram capturaram a atenção da mídia. Embora condenados inicialmente, alguns dos culpados eventualmente ganharam a liberdade.
O "Reinado do Terror" resultou em mudanças legislativas significativas. Em 1925, o Congresso americano aprovou uma lei proibindo pessoas que não fossem Osage de herdar os direitos de petróleo dos membros do povo. Contudo, uma parte significativa desses direitos permanece nas mãos de não membros, com uma complexidade de indefinições e disputas não resolvidas de um período de exploração do povo Osage.

## Na mídia
Em 2023, o filme Assassinos da Lua das Flores, dirigido por Martin Scorsese e baseado no livro homónimo de David Grann, lançado em 2017, narra os acontecimentos do período conhecido como "Reinado do Terror", as investigações do BOI e sua importância no desenvolvimento do FBI e na legislação americana.